# Amatrice
Amatrice (L'Amatrìci en dialecto sabino) es una localidad italiana de 2650 habitantes, perteneciente a la provincia de Rieti, en la región del Lacio. Hasta 1927, formó parte de la provincia de L'Aquila, en Abruzzo. Entre 1265 y 1861, durante casi 600 años, quedó integrado dentro del Giustizierato de Abruzzo y de la provincia Abruzzo Ultra II, en el distrito de Cittaducale, con capital en L'Aquila.
La localidad está considerada uno de los parajes más hermosos de Italia gracias a su rico patrimonio tanto histórico y arquitectónico como también natural, al estar incluido dentro del parque nacional del Gran Sasso y Montes de la Laga.
El 24 de agosto de 2016 la localidad fue sacudida por un terremoto de magnitud 6,2 en la escala de Richter, que azotó el centro de Italia, siendo Amatrice una de las ciudades más afectadas. Con un saldo de más de 200 víctimas mortales y daños muy graves, la ciudad fue prácticamente borrada del mapa.

## Historia
En el área de Amatrice se han encontrado restos arqueológicos prehistóricos, así como restos de edificios romanos y tumbas. Después de la caída del Imperio romano de Occidente, la zona pasó a formar parte del Ducado de Spoleto, perteneciente a la ciudad de Ascoli Piceno. El pueblo de Matrice se menciona por primera vez en 1012 en los papeles de la Abadía de Farfa, en la confluencia de los ríos Tronto y Castellano. 

### Edad Media y principios de la Edad Moderna

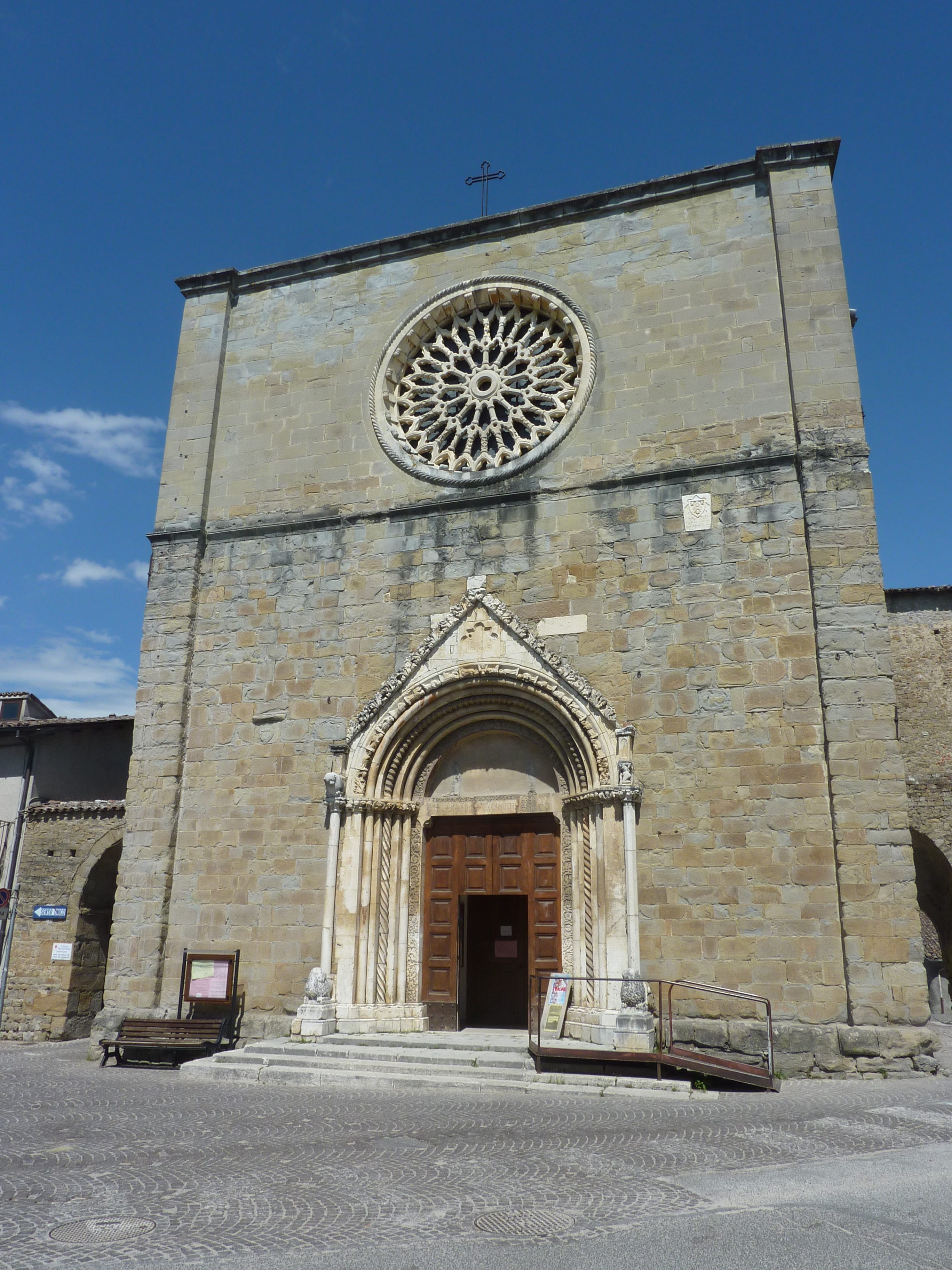
Iglesia de Sant'Agostino en mayo de 2011

En 1265, durante el reinado de Manfredo de Sicilia pasa a formar parte del Reino de Nápoles. Después de la captura del último de los angevinos, Amatrice se rebeló y fue sometida por Carlos I de Anjou en 1274, aunque mantuvo una especie de autonomía como universitas. Durante los siglos XIV y XV estuvo a menudo en conflicto con las ciudades vecinas de Norcia, Arquata y L’Aquila, y sus tropas tomaron parte en el sitio de esta última bajo el mando de Braccio da Montone. En el curso del conflicto entre los angevinos y los aragoneses por la posesión del reíno de Nápoles, Amatrice eligió este último bando. En 1529 fue tomada por las tropas de Filiberto de Chalôns, general al servicio del emperador Carlos V, que la entregó a su general Alessandro Vitelli.
Más tarde, Amatrice fue tomada por los Orsini y los Medici de Florencia, que se quedaron  hasta 1737. La ciudad fue severamente dañada por un terremoto en 1639, al hallarse en una zona con cierto historial sísmico, que se reprodujo dramáticamente en 2016.

### Edad Moderna
Tras la unificación de Italia, quedó como parte de los Abruzos y fue anexionada al Lacio en 1927.

### Edad Contemporánea
El 24 de agosto de 2016, un terremoto de magnitud 6,2 azotó Amatrice, devastando la ciudad y acabando con la vida de al menos 295 personas. Sergio Pirozzi, el alcalde de Amatrice, dijo que la ciudad "ya no existe". Más adelante, Pirozzi anunció que "tres cuartos de la ciudad habían sido destruidos.". Cerca de Amatrice, las localidades de Accumoli y Pescara del Tronto también sufrieron los efectos del terremoto.

## Territorio
Amatrice está situada en el centro de una verde cuenca, encajonada en un área en la que se unen cuatro regiones: Lacio, Umbría, Marcas y Abruzos, en una zona estratégica entre la vertiente Adriática y la del Tirreno, en la cuenca hidrográfica del río Tronto, que vierte en el mar Adriático.
El territorio se articula en un altiplano con una altitud comprendida entre 900 y 1000 m, donde se encuentra el lago de Scandarello, un embalse artificial debido al represamiento del río Scandarello en 1924, rodeado de relieves que en su lado oriental superan los 2400 m, en correspondencia con la dorsal principal de los montes de la Laga, una sierra arenisca de los Apeninos centrales. En esta sierra y en el municipio de Ametrice está incluida la cima del monte Gorzano, de 2458 m de altitud, la más alta del Lacio.
A diferencia del resto de los Apeninos centrales, formado por calizas, esta zona está compuesta por arenisca y margas, que no facilitan tanto la infiltración del agua en el subsuelo y permiten la existencia de gran número de fuentes y torrentes que hacen de esta región una zona mucho más verde y rica en agua durante todo el año.
Las zonas cercanas al pueblo están formadas por cultivos y bosques de robles (Quercus cerris), castaños y chopos, y en las zonas montañosas predominan las hayas, hasta unos 1800 m de altitud, donde aparecen los prados de altura. Los fuertes desniveles entre 1300 y 1600 m permiten la existencia de numerosas cascadas que se acrecientan con el deshielo, en primavera.

## Evolución demográfica
| Gráfica de evolución demográfica de Amatrice entre 1861 y 2011 |
|                                                                |
| Fuente ISTAT - elaboración gráfica por                         |

## Edificios históricos
| Edificio                             | Completado       | Estado | Notas |
| ------------------------------------ | ---------------- | ------ | --- |
| Torre cívica                         | siglo XIII       | ‡      | |
| Iglesia de Sant'Agostino             | 1428             | †      | Incluye un portal de estilo gótico y algunos frescos, entre los que destacan la Anunciación y La Madonna con el Niño y los Ángeles. Sufrió daños severos después del terremoto: Parte del techo y la mitad superior de la fachada incluyendo el rosetón se derrumbaron. |
| Iglesia de Sant'Emidio               | Siglo XV         | †      | |
| Iglesia de San Francesco             | siglo XIV tardío |        | Incluye un portal gótico de mármol y frescos del siglo XV en el ábside. |
| Iglesia de Santa Maria Porta Ferrata |                  | †      | |
| Iglesia gótica                       |                  | †      | Localizada en la frazione (pueblo) de San Martino |
| Santuario de Madonna delle Grazie    | siglo XV         | †      | Ubicado en el supuesto sitio donde estaba la villa de Marcus Terentius Varro |
| Santuario de Icona Passatora         | siglo XV tardío  | †      | Localizado en la frazione (pueblo) de Ferrazza |

## Personajes
- Elio Augusto Di Carlo (1918–1998), ornitólogo italiano, historiador y físico.
- Sara Pichelli (nacida en 1983), artista.

## Frazioni
Las Frazioni de Amatrice son: Aleggia, Bagnolo, Capricchia, Casale, Casale Bucci, Casale Celli, Casale Masacci, Casale Nadalucci, Casalene, Casale Nibbi, Casale Sanguigni, Casale Sautelli, Casale Zocchi, Casali della Meta, Cascello, Castel Trione, Collalto, Collecreta, Collegentilesco, Collemagrone, Collemoresco, Collepagliuca, Colletroio, Colli, Conche, Configno, Cornelle, Cornillo Nuovo, Cornillo Vecchio, Cossara, Cossito, Crognale, Domo, Faizzone, Ferrazza, Filetto, Fiumatello, Francucciano, Le Forme, Moletano, Musicchio, Nommisci, Osteria della Meta, Pasciano, Patàrico, Petrana, Pinaco Arafranca, Poggio Vitellino, Prato, Preta, Rio, Retrosi, Roccapassa, Rocchetta, Saletta, San Benedetto, San Capone, San Giorgio, San Lorenzo a Pinaco, San Sebastiano, Santa Giusta, Sant'Angelo, San Tommaso, Scai, Sommati, Torrita, Torritella, Varoni, Villa San Cipriano, Villa San Lorenzo e Flaviano, and Voceto.

## Gastronomía
La localidad de Amatrice es conocida en el arte culinario por dar nombre a la salsa amatriciana, usada para condimentar pastas.